# Готтентотсько-нідерландські війни
Готтентотсько-голландські війни були серією конфліктів, які відбувалися в останній половині XVII століття на території Мису Доброї Надії, на території сучасного Кейптауна, Південна Африка, між голландськими поселенцями, та місцевими африканськими племенами, які жили в цій частині світу тисячоліттями.
Прибуття постійних європейських поселенців під проводом Голландської Ост-Індійської компанії до Мису Доброї Надії у 1652 році призвело до конфліктів з місцевими племінними народами, такими як кхої (голландці називали їх готтентотами), та бушмени, (також відомі як сани), разом відомі як койсан. Поки голландці торгували з готтентотами, серйозні конфлікти виникли через володіння землею та худобою. Це призвело до нападів та контратак з обох сторін, що стали відомі як Готтентотсько-Голландські війни, які завершилися остаточною поразкою корінних народів. Перша Готтентотсько-голландська війна тривала з 1659 по 1660 рік, а друга — з 1673 по 1677 рік.

## Перша Готтентотсько-Голландська війна

### Початок війни
Прибуття Голландської Ост-Індійської компанії призвело до ускладнення взаємин між готтентотами та голландцями. Вождь кхоїв Гесеква розпочав торгівлю з голландцями, що призвело до економічного процвітання народу. Розширені торговельні пропозиції відкрили шлях для вторгнення голландців. Вони почали перешкоджати використанню земель кхоями для сезонної сільськогосподарської обробки, змушуючи їх адаптуватися, знаходячи нові ресурси або раціонально використовуючи наявні. Племінне кочове населення було незадоволене таким родом втручання на територію у підніжжя Столової гори, де вони пасли свою худобу, лише для того, щоб знайти європейських поселенців, які займають і обробляють землю. Лідер племені Доман в цей час жив на території Форту Доброї Надії. Однієї ночі Доман залишив Форт, щоб приєднатися до свого племені, після чого він провів кілька набігів на поселенців для викрадення худоби. У 1659 році вільні фермери висловили протест проти постійних крадіжок скоту і скликали термінову нараду з Яном ван Рібеком. Рада, до складу якої увійшли представники Голландської Ост-Індійської компанії та вільні буржуа зібралася для обговорення протесту вільних фермерів. Компанія не виступала на користь війни, і вільні фермери заявили, що їх єдиним бажанням є жити в мирі та торгувати з місцевими жителями, але будь-які подальші крадіжки є неприпустимими. Вільні буржуа та Компанія заявили, що не бачать іншого шляху до досягнення миру та спокою на території, як оголосити війну клану Домана.

### Відповідь поселень
Під час засідання ради Доман та його плем'‎я напали на ферму та вбили пастуха, хлопчика на ім'я Сімон Янссен. Новини про напад швидко досягли Форту, і паніка охопила поселення. Один з кланів кхоїв, відомий як Страндлопери, що жили неподалік Форту на той час, втекли з земель Столової Гори з ціллю уникнення можливих конфронтацій. Буржуа, які не могли захистити себе, були евакуйовані до Форту. Також була введена охорона, щоб захистити родини, які залишилися на фермах. Як підкріплення кораблем були відправлені нові солдати. Вздовж кордонів поселення були зведені сторожові будки. Клан Домана, однак, було важко впіймати.
Ян ван Рібек прийняв наступні рішення як тимчасові заходи для забезпечення безпеки в регіоні: зглибити існуючі редани, побудувати ще три сторожеві будівлі, встановити міцний паркан, проводити патрулювання вздовж кордонів поселень та розмістити собак породи "Бурбуль" на фермах. Лінія паркану стала офіційним кордоном поселення.

### Участь готтентотів
Під час війни серед худоби поселенців спалахнула смертоносна епідемія, що призвела до загибелі чотирьох з п'яти отар. Поселенці проводили зібрання щосереди для молитви про полегшення ситуації та перемогу. Інший клан готтентотів під керівництвом Оедасоа, який також вів війну з кланом Домана, звернувся до поселенців і запропонував альянс. Рада вирішила прийняти поради Оедасоа з питань експедицій, але не приймати чоловіків з його клану для проведення військових операцій, так як вони вважали, що додаткова робоча сила буде зайвою та занадто дорогою. Прибуття 105 додаткових європейських солдатів значно зміцнило гарнізон у Кейптауні. Більша кількість людей дозволила поселенцям провести кілька експедицій, більшість з яких були неуспішними. Рада звернулася до Гаррі, лідера клану Страндлоперів, з проханням надати допомогу для проведення експедицій, вказавши, що люди Домана розташували своїх вартових на кожній горі.

### Сутички
Сутички між патрульною групою та людьми Домана спалахували декілька разів, в більшості з яких люди Домана були переможені завдяки збройній перевазі на боці поселенців. Під час одного з конфліктів Доман був поранений, і його клан вийшов з області. Після завершення конфлікту клан Страндлоперів повернувся в район поблизу Форту, де вони жили раніше, і настав час миру.

### Мирний договір
6 квітня 1660 року Доман та його прихильники прибули до Форту і уклали з поселенцями мирний договір. Обидві сторони зобов'‎язалися більше не атакувати один одного в майбутньому. Також було визначено, що люди Домана зможуть входити на територію поселення лише із метою торгівлі та лише за визначеними маршрутами. Вільні буржуа та Компанія будуть зберігати право власності на зайняту ними землю і поселенці не будуть жорстоко поводитися з місцевими жителями за те, що сталося під час війни, на що погодились всі сторони.

## Друга Готтентотсько-Голландська війна

### Початок війни
У 1672 році поселення вислало дослідників на пошук готтентотів для заключення з ними торгових відносин, оскільки вони мали на меті отримувати худобу для відбуваючих з бухти кораблів. Дослідники виявили, що племена Чайноуква та Кохоква перебувають у стані війни. У листопаді 1672 року губернатор у Кейптауні відправив трьох мисливців до міста Рібек Кастіл для полювання, та при прибутті виявилося, що вони були пограбовані бандою Гоннема. Гоннема, вождь Кохокв, часто здійснював набіги на сусідні табори в районі. Він  був незадоволений торговельною допомогою, яку поселення надало його ворогам, клану Чайноуква. У червні 1673 року губернатор відправив ще одну мисливську групу у складі дев’яти чоловіків та двох возів для полювання на велику дичину. Мисливці піднялися на гори, де їх оточили та захопили Кохокви, які тримали їх у полоні кілька днів, а потім вбили.

### Атака набухту Салданья[en]
Кохокви, переодягнуті в торговців, прибули до торговельного пункту Компанії в бухті Салданья 6 липня 1673 року, раптово напали і вбили чотирьох військовослужбовців, які перебували там. Також вони обікрали постачальні пункти. Лише одному солдату вдалося втекти.

### Відповідь поселень
Після отримання новин про ці напади рада поселення вирішила відправити солдат на пошуки Кохокв. Поручик Єронім Круз зібрав і очолив 36 вільних буржуа та 36 солдат Компанії до району Двадцять Чотирьох Рік. Запас у вигляді вісімнадцяти вершників під керівництвом вільного буржуа-офіцера Ельберта Дімера були відправлені на кілька днів пізніше, щоб допомогти Крузу у його місії. Об'єднані сили поселення перетнули територію Двадцяти Чотирьох Рік, коли їхні розвідники виявили вороже селище серед гір 18 липня. Коли сили прибули до селища, воно виявилося покинутим. Всередині покинутих будинків вони знайшли майно, що належало убитим поселенцям. Наступного дня вершники розпочали стеження за утікачами, що призвело до того, що Кохокви змушені були втекти в гори, залишивши свою худобу. Після цього Єронім Круз взяв на себе власність над худобою та наказав своїм силам повернутися до Форту. Коли сили зупинилися, щоб розгорнути табір на ніч, Кохокви здійснили напад в спробі захопити худобу назад. Під час зіткнення один буржуа був поранений, два коня були вбиті та приблизно дванадцять Кохокв були смертельно поранені. Гоннема не зміг захопити худобу назад, і експедиційні сили дісталися до переправи 25 липня 1673 року з восьмистами головами рогатої худоби та дев'ятистами вівцями.

### Голландсько-чайноукська коаліція
Чайноукви, що вже вели війну з Кочоквами, тепер уклали союз із поселенцями. 20 серпня Чайноукви у складі понад сто людей прибули до Форту. Вони захопили чотирьох полонених послідовників Гоннема і передали їх губернатору для суду. Їх визнали винними у спільництві до вбивства буржуа та засудили до смерті від рук членів племені Чайноукв.
Війна була призупинена на деякий час через смертоносну хворобу, яка вразила народи Койсан. 24 березня 1674 року Чайноукви повідомили, що їх шпигуни виявили табір Гоннема біля Річки Малий Берг у місцевості Тулбаг Клоф, після чого було вирішено вислати туди об'єднані сили. У їх складі було п'ятдесят вільних буржуа під проводом Ваутера Мостера, чотириста Чайноукв під командою капітанів Клааса, Коопмана, Шахера і Кайпера, а також п'ятдесят солдат під проводом поручика Крузе, який також був командантом-генералом експедиції. Кохокви очікували нападу та своєчасно втекли, залишивши своє майно та худобу. Армія захопила вісімсот голів рогатої худоби та чотири тисячі овець. Здобич було розділено між солдатами та Компанією.

### Наступ Кохокв 1675 року
У листопаді 1675 року Гоннема здійснив несподіваний набіг на Тайгерберг, де Чайноукви тримали свою худобу, під час якого було вбито кількох пастухів. Також була вкрадена значна частина їх худоби. Під час сутички загинуло п'ятнадцять Кохокв. До прибуття підкріплення з поселень Гоннема зі своїми людьми вже втік у гори.

### Контрнаступальна операція коаліції 1676 року
У 1676 році рада вислала військову експедицію під командуванням лейтенанта Круза на пошуки Кохокв, що складалася з п'ятдесяти піхотинців, двадцяти трьох вершників, п'ятдесяти буржуа і великого загону Чайноукв. Вони не змогли відстежити місце перебування Кохокв. Тоді було вирішено вислати шпигуна на ім'я Яків, щоб знайти Гоннема. Шпигун повернувся з новиною, що Кохокви ведуть війну з іншими кланами, відомими як Намакви та Чаригурікви. До затоки Салданья був висланий загін під керівництвом шпигуна Яківа, де вони знайшли і вбили кількох послідовників Гоннема. Вони захопили сто шістдесят п'ять голів рогатої худоби та тридцять овець, які були взяті Чайноуквами як трофеї війни.

### Мирний договір 1677 року
8 червня 1677 року посланці Кохокв прибули до Форту Доброї Надії, щоб ініціювати переговори про мир, з чим рада погодилася. 24 червня делегація високопосадових представників Кохокв прибула до Форту з дев'ятьма головами худоби для переговорів. Були узгоджені такі умови: торговельні відносини між Кохоквами та Голландською Ост-Індійською компанією будуть відновлені, а Кохокви щороку передаватимуть у вигляді дані тридцять голів худоби. Крім того, Кохокви будуть інструктувати своїх людей щодо утримання від крадіжок худоби у поселенців та їх союзників, а також будуть суворо карати тих, хто скоїв такий злочин. Кохокви також зобов'‎язалися не вести війну проти жодного з союзників Компанії.

## Висновок
Деякі сучасні вчені відзначили, що переважаюче мистецтво ведення війни було не єдиним засобом, яким голландці змусили племена підкоритися. Вони висловили думку, що окрім володіння передовими технологіями, європейські поселенці також використовували бюрократичну підтримку з боку Голландської Ост-Індійської Компанії для зайняття кращих та більш плідних земель на внутрішній території, тоді як племінні пастухи були позбавлені доступу до цих земель. Поселенці могли захищати ці землі від них за допомогою вогнепальної зброї:
 Зникнення цих людей зі своїх земель може бути пояснено конфліктами Готтентотсько-Голландських воєн та політичними й юридичними наслідками. Спосіб життя мисливця-збирача, пов'язаний з племінними народностями, стикався з новими бар'єрами через юридичні зміни щодо діяльностей, необхідних для підтримки мисливсько-збиральницького суспільства. Додаткові фактори розпаду племінного етносу пов'язані з нестійкою структурою такого суспільства. Відносна відсутність стійкої соціальної структури Койсан створив середовище, в якому вони добровільно були готові асимілюватися з голландцями та іншими племенами, враховуючи занепад існуючої соціальної структури або руйнування існуючих земель, які використовувалися для виживання. Койсан розселилися по всій південній частині Африки, як видно на Мапі 1. Території, показані на мапі 1, часто спільно використовувалися з іншими народами, але співпраця їх з голландськими цілями сприяла занепаду політичного впливу Койсан на південному узбережжі Африки. Втрата політичного впливу також призвела до зменшення поширеності мови даного етносу. Койсанська кераміка  була однією з небагатьох проявів мови, і більшість слідів цього стилю кераміки були знищені. Заключним висновком Готтентотсько-Голландських воєн є те, що Койсан разом з їх культурою були повністю знищені в складній боротьбі між можливим процвітанням та культурною ідентичністю. Занепад Койсан завдав враження насильства, яке часто ігнорується, коли розглядають етнічні ідентичності, які зникли з африканського континенту у XVII та XVIII століттях.